# Language (periódico)
Sob a editoria do linguista Bernard Bloch (Yale), a Language foi o veículo para a publicação de muitos artigos de grande impacto da linguística estrutural americana durante o segundo quarto do século XX. O periódico também concentrou publicações referentes a muitos dos desenvolvimentos mais importantes da linguística.  
Um dos artigos mais famosos publicados na Language foi a crítica contundente de 1959 do então jovem Noam Chomsky do livro Verbal Behavior, do psicólogo cognitivo-comportamental B. F. Skinner.  O artigo argumentou que a psicologia behaviorista, então um paradigma dominante na linguística (como na psicologia em geral), não podia explicar fenômenos complexos como a linguagem. Dois anos antes, mais uma resenha de livro colocava Chomsky e sua gramática generativa no mapa intelectual como sucessor do estruturalismo americano: a avaliação brilhantemente positiva de seu livro de 1957, Syntactic Structures, publicada por Robert B. Lees.
O artigo mais citado na Language  é a descrição de 1974 sobre o sistema de turnos de conversas comuns dos fundadores da Conversation Analysis Harvey Sacks, Emanuel Schegloff, e Gail Jefferson. O artigo descreve o sistema socialmente normativo de regras que explicam o comportamento complexo e decisivo dos participantes em uma conversa, demonstrando o sistema em detalhes e utilizando gravações de conversas reais.
A Language continua a ser um periódico influente, e é considerado por muitos como a revista acadêmica de maior prestígio em linguística. Em 2020, o site Google Scholar classifica Language na sétima posição geral na grande área de linguística—o periódico mais bem colocado em linguística teórica.